# Улица Григоренко (Чернигов)
Улица Григоренко (укр. Вулиця Григоренка) — улица в Деснянском районе города Чернигова. Пролегает от улицы Александровская до улицы Авиации, исторически сложившаяся местность (район) Александровка.
Примыкает переулок Григоренко (ранее переулок Шевченко).

## История
Согласно Топографической карте М-36-015, по состоянию местности на 1985 год улица не была проложена.
Улица Шевченко переименована, после вхождения села Александровка в состав города Чернигова, для упорядочивания названий улиц, поскольку в Чернигове уже была улица с данным названием. 
12 ноября 2002 года получила современное название — в честь подполковника, начальника 2-го отряда пожарной охраны Новозаводского района города Чернигова, ликвидатора аварии на ЧАЭС Анатолия Ивановича Григоренко, согласно Решению Черниговского городского совета (городской глава А. В. Соколов) 5 сессии 24 созыва «Про переименование улиц города» («Про перейменування вулиць міста»).
В ходе упорядочивания наименований улиц и переулков города Чернигова, 30 сентября 2013 года переулок Шевченко, примыкающий к улице Григоренко, переименован на переулок Григоренко, согласно Решению Черниговского городского совета (городской глава А. В. Соколов) 33 сессии 6 созыва «Про переименование улиц города» («Про перейменування вулиць міста»).

## Застройка
Улица пролегает в северо-восточном направлении — в сторону авиабазы «Чернигов» — параллельно улицам Садовая (старое название) и Грушевского. Парная и непарная стороны улицы заняты усадебной застройкой, частично застроена.
В начале улицы установлен памятный знак Анатолию Ивановичу Григоренко — каменная глыба с закреплённой на ней табличкой. 
Учреждения: нет